# 마르스 96호

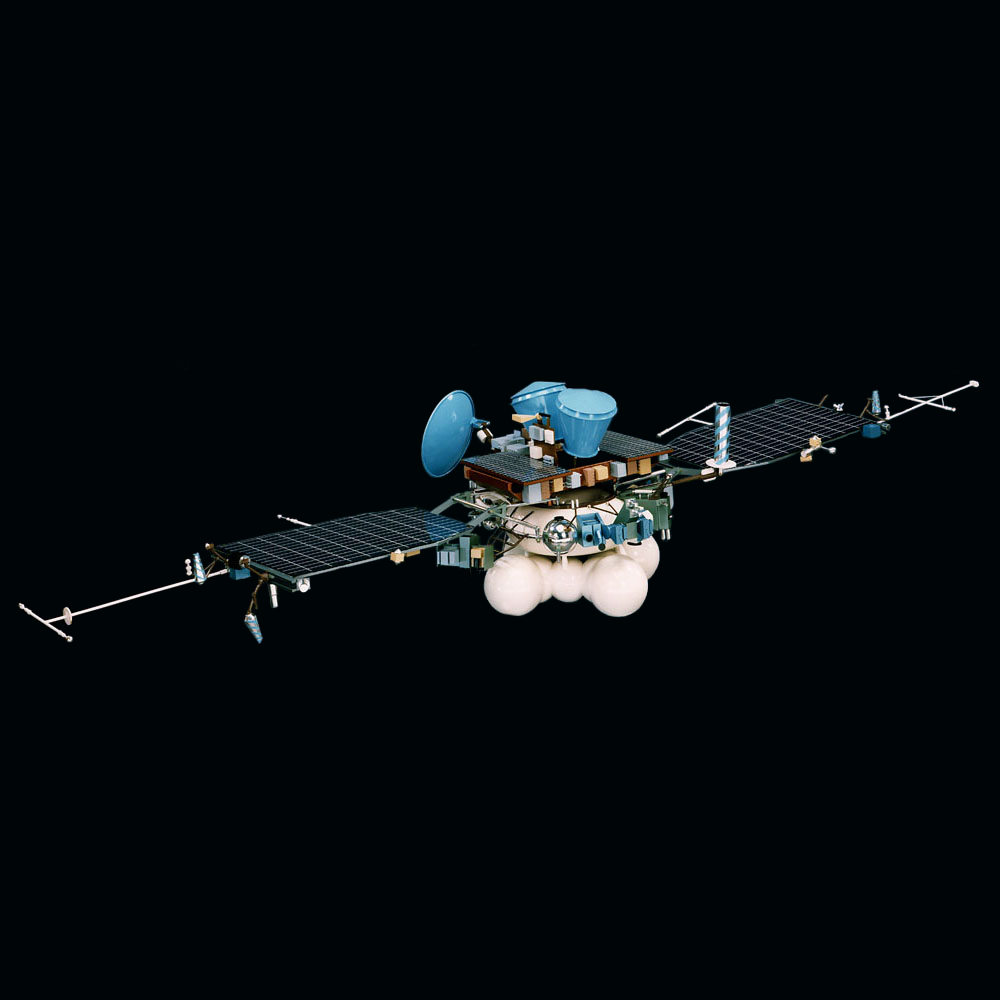

마스 96(Mars 96)은 1996년 11월 16일 러시아가 화성의 표면, 대기, 내부 구조 등을 목표로 발사한 화성탐사선이다. 궤도선과 토양분석용 착륙선이 2대 실려있었다. 발사에 실패하여, 칠레 앞바다에 추락하였다.